# Lukas Spengler
Lukas Spengler (16 september 1994) is een voormalig Zwitsers wielrenner.

## Carrière
Als junior werd Spengler onder meer veertiende in het eindklassement van de GP Rüebliland en zeventiende op het wereldkampioenschap. Bij de beloften reed hij zich naar de vijfde plaats in de ZLM Tour en werd hij achter Fabian Lienhard tweede op het nationale kampioenschap op de weg. Een jaar later kwam hij in de belofteneditie van Parijs-Roubaix met een voorsprong van 54 seconden op de eerste achtervolgende groep solo als eerste over de finish. In 2016 won hij met zijn teamgenoten de teamproloog van de Ronde van Berlijn en werd hij achter Martin Schäppi tweede op het nationale beloftenkampioenschap tijdrijden.
In 2017 werd hij prof bij WB Veranclassic Aqua Protect, dat hem overnam van BMC Development Team. In zijn eerste seizoen als prof werd hij onder meer vijfde in de Ronde van Bern en de Schaal Sels.

## Overwinningen
2015
Parijs-Roubaix, Beloften
2016
Proloog Ronde van Berlijn (ploegentijdrit)
 Zwitsers kampioen op de weg, Beloften

### Resultaten in voornaamste wedstrijden
| Jaar | Gent-Wevelgem | Ronde van Vlaanderen | Parijs-Roubaix |
| ---- | ------------- | -------------------- | -------------- |
| 2018 | 113e          | 75e                  | opgave         |
| 2019 | opgave        |                      |                |

## Ploegen
- 2013 –  Atlas Personal-Jakroo (stagiair vanaf 1-8)
- 2017 –  WB Veranclassic Aqua Protect
- 2018 –  WB Aqua Protect Veranclassic
- 2019 –  Wallonie-Bruxelles

De Winter · Delfosse · Dernies · Deruette · Duquennoy · Habeaux · Ista · Jans · Jules · Kirsch · Masson · Naesen · Pardini · Peyskens · Robeet · Spengler · Stassen · Vantomme · Warnier · Mortier (stagiair) · Taminiaux (stagiair)
De Winter · Dehaes · Delfosse · Deruette · Duquennoy · Habeaux · Ista · Jules · Kirsch · Lietaer · Masson · Mortier · Peyskens · Robeet · Six · Spengler · Stassen · Vantomme · Warnier
Dehaes · Ista · Jules · Liepiņš · Lietaer · Molly · Mortier · Nõmmela · Paasschens · Peyskens · Planckaert · Robeet · Six · Spengler (t/m 10 oktober) · Taminiaux · T. Wirtgen · Castrique (stagiair) · Huys (stagiair) · Paquot (stagiair) · L. Wirtgen (stagiair)